# Rivière-Rouge
Rivière-Rouge (AFI: [ʀivjɛʀ’ʀuʒ], significando río Rojo en francés) es una ciudad de la provincia de Quebec, Canadá. Está ubicada en el municipio regional de condado de Antoine-Labelle y a su vez, en la región administrativa de Laurentides. Hace parte de las circunscripciones electorales de Labelle a nivel provincial y de Laurentides−Labelle a nivel federal.

## Geografía
Rivière-Rouge se encuentra ubicada en las coordenadas 46°25′00″N 74°52′00″O / 46.41667, -74.86667. Según Statistics Canada, tiene una superficie total de 455,35 km² y es una de las 1135 municipalidades en las que está dividido administrativamente el territorio de la provincia de Quebec.

## Demografía
Según el censo de 2011, había 4645 personas residiendo en esta ciudad con una densidad poblacional de 10,2 hab./km². Los datos del censo mostraron que de las 4152 personas censadas en 2006, en 2011 hubo un aumento poblacional de 493 habitantes (10,2%). El número total de inmuebles particulares resultó de 2960 con una densidad de 6,50 inmuebles por km². El número total de viviendas particulares que se encontraban ocupadas por residentes habituales fue de 2115.